# Maurice Montel
Maurice Montel, né le 10 juin 1900 à Espaly-Saint-Marcel (Haute-Loire) et mort le 14 mai 1996 à Clermont-Ferrand (Puy-de-Dôme), est un homme politique français.

## Biographie
Adhérent au Parti de la Jeune République, député Gauche indépendante du Cantal de 1936 à 1940 et SFIO de 1945 à 1946, il vota « Non » lors du vote historique du 10 juillet 1940, refusant les pleins pouvoirs au maréchal Philippe Pétain. Il fut longuement conseiller général du canton de Ruynes-en-Margeride.
Il est le dernier survivant de ces 80 parlementaires qui refusent les pleins pouvoirs à Philippe Pétain.
Maurice Montel fait sa carrière professionnelle dans les assurances.

## Sources
- « Maurice Montel », dans le Dictionnaire des parlementaires français (1889-1940), sous la direction de Jean Jolly, PUF, 1960 [détail de l’édition]
- Pierre Miquel, Les quatre-vingts, éditions Fayard, 1995,  (ISBN 2-213-59416-3)
- Jean Odin, Les Quatre-vingts, FeniXX réédition numérique, 1996, 232 p. (ISBN 978-2-40207-154-3)